# Vemathambema elongata
Vemathambema elongata is een pissebed uit de familie Echinothambematidae. De wetenschappelijke naam van de soort is voor het eerst geldig gepubliceerd in 1962 door Robert J. Menzies.